# Manorama (Schauspielerin, I)
Manorama (eigentlich Winnie Stewart; Lebensdaten unbekannt) war eine indische Schauspielerin des bengalischen Films und des Hindi-Films.

## Leben
Die Schauspielerin war anglo-indischer Herkunft und begann ihre Filmkarriere Mitte der 1920er Jahre bei der Filmgesellschaft Madan Theatres in Calcutta unter dem Regisseur Jyotish Bannerjee. Anfang der 1930er Jahre wechselte sie zu B. N. Sircars neu gegründeter Gesellschaft New Theatres, wo sie insbesondere in Filmen von Prafulla Roy und Charu Roy auftrat. 1936 spielte sie die Hauptrolle der Annapurna in Annapurnar Mandir neben Chhabi Biswas. Ab Mitte der 1930er Jahre trat sie auch in Hindi-Filmen ihrer Filmgesellschaft auf, so in Anath Ashram (1936) von Hemchandra Chunder, Dushman (1938) von Nitin Bose und Zindagi (1940) von P. C. Barua. 1944 war sie an Bimal Roys Regiedebüt Udayer Pathey beteiligt.
Ob es sich bei der Darstellerin „Manorama“ in Bimal Roys Filmen Parineeta (1953) und Biraj Bahu (1954) um diese Schauspielerin oder die Hindi-Schauspielerin Manorama handelt, ist noch ungeklärt.

## Filmografie (Auswahl)
- 1926: Jaidev
- 1927: Chandidas
- 1928: Sarala
- 1930: Rajsingha
- 1931: Chasher Meye
- 1933: Seeta
- 1934: Maa
- 1936: Graher Pher
- 1936: Bangalee
- 1936: Annapurnar Mandir
- 1937: Indira
- 1937: Anath Ashram[H]
- 1938: Abhigyan[B]/Abhagin[H]
- 1938: Dushman[H]/Jiban Maram[B]
- 1938: Hal Bangla
- 1940: Zindagi[H]
- 1942: Pashan Devata
- 1942: Bhishma
- 1944: Udayer Pathey[B]/Hamrahi[H]
- 1945: Zid[H]
- 1945: Mane Na Mane
- 1946: Tumi Aar Aami
- 1950: Sree Tulsidas
- 1950: Sandhya Belar Rupkatha
- 1950: Sahodar
- 1950: Banprastha

Anmerkung: Filme auf B=Bengali, wenn nicht als H=Hindi gekennzeichnet